# Myss Keta
Myss Keta, stilisiert M¥SS KETA, ist eine italienische Popsängerin aus Mailand. Sie hält ihre Identität geheim, nicht zuletzt durch das ständige Tragen einer Gesichtsmaske.

## Werdegang
Myss Keta begann 2013, Lieder in den sozialen Medien zu veröffentlichen und erreichte eine erste Popularität. Die Lieder fasste sie 2016 im Mixtape L’angelo dall’occhiale da sera: col cuore in gola zusammen. 2017 veröffentlichte die Sängerin die EP Carpaccio ghiacciato beim unabhängigen Label La Tempesta, produziert vom Mailänder Künstlerkollektiv Motel Forlanini. Eine Single daraus war Xananas. Schließlich erschien im April 2018 im Vertrieb von Universal Myss Ketas erstes offizielles Album Una vita in capslock.
Im März 2019 folgte die Single Pazzeska in Zusammenarbeit mit dem Rapper Guè Pequeno, die das zweite Album Paprika einleitete, auf dem Myss Keta des Weiteren mit Gemitaiz, Wayne, Luchè, Elodie Di Patrizi oder Mahmood zusammenarbeitete. Das Album konnte erstmals in die italienischen Albumcharts einsteigen. Die Sängerin war 2019 außerdem in den Liedern Adoro von Il Pagante, La casa degli specchi von Gabry Ponte und DJ di m**** von Lo Stato Sociale (mit Arisa) zu hören. Beim Sanremo-Festival 2020 trat sie an einem Abend zusammen mit der Teilnehmerin Elettra Lamborghini auf, zudem war sie fester Gast bei der Aftershow L’altro Festival.

## Diskografie
Alben
- Una vita in capslock (2018; La Tempesta / Universal)
- Paprika (2019; Island/Universal)

## Belege
1. ↑  Alben von Myss Keta. In: Italiancharts.com. Hung Medien, abgerufen am 11. Juli 2019.
2. ↑  Top of the Music History. FIMI, abgerufen am 11. Juli 2019 (italienisch).
3. ↑  Myss Keta, certificazioni. FIMI, abgerufen am 5. Januar 2021 (italienisch).

| Personendaten    | Personendaten            |
| ---------------- | ------------------------ |
| NAME             | Myss Keta                |
| ALTERNATIVNAMEN  | M¥SS KETA                |
| KURZBESCHREIBUNG | italienische Popsängerin |
| GEBURTSDATUM     | 20. Jahrhundert          |